# Yapacana tibialis
Yapacana tibialis is een hooiwagen uit de familie Stygnidae.